# Benzilpenicillin
A benzilpenicillin (Penicillin G) egy béta-laktám antibiotikum,  melyet a   Penicillium notatum penészgomba termel. Alexander Fleming fedezte fel 1928-ban. A benzilpenicillint nem orálisan, hanem parenterálisan – infúzióban, vagy injekcióban – alkalmazzák, mivel a penicillin-G a gyomorsav pH-ján instabil, könnyen bomlik, és ezáltal elveszti a hatását.

## Hatásmód
A benzilpenicillin, mint a többi béta-laktám is a baktériumok sejtfalának szintézisét gátolja. A támadási pont a sejtfal peptidoglikán rétege, amelynek fontos integritási funkciója van különösen a Gram-pozitív baktériumokban. Ez védi meg a baktériumot a külső hatásoktól, hiányában a baktérium életképtelen. A penicillin származékok strukturális alapja, a hatásért felelős β-laktám gyűrű a bakteriális sejtfal egy részében található terminális D-alanin-D-alanin strukturális analógja. A transzpeptidáz enzim – ami a baktérium sejtfal szintéziséért felelős – penicillin jelenlétében a transzpeptidáció utolsó lépése helyett, a penicillin béta-laktám gyűrűjét hasítja. Ennek eredményeképpen kialakul egy kovalens kötés az enzim és a molekula között, és az enzim irreverzibilisen gátlódik. A hibás sejtfal miatt a baktériumok lizálnak, a citoplazma kiáramlik a sejtfalon keresztül.
Bizonyos baktériumok képesek a penicillin–béta-laktamáz enzim szintézisére, amelyek elhasítják a gyógyszermolekula béta-laktám részét, mielőtt az hatni tudna. Így ezek a baktériumok rezisztensé válnak a penicillinekkel szemben. A rezisztencia úgy kerülhető ki, ha a penicillinnel együtt valami olyan szert adunk, amely erősebben kötődik a béta-laktamázhoz, mint a hatékony gyógyszermolekulánk. Ilyen adjuváns szer a klavulánsav.

## Indikációk
- agyhártyagyulladás
- szepszis
- osteomyelitis
- akut endocarditis
- endocarditis lenta
- Pneumococcus okozta tüdőgyulladás
- szifilisz
- Lyme-kór
- tetanus, diftéria
- amatoxin-mérgezés

## Hatásspektruma
- Streptococcus spp.
- Streptococcus viridans
- Enterococcus spp.
- Pneumococcus spp.
- penicillináz-t nem termelő Staphylococcus spp.
- Meningococcus spp.
- Neisseria gonorrhoeae
- Corynebacterium spp.
- Bacillus anthracis
- Erysipelothrix rhusiopathiae
- Listeria monocytogenes
- Pasteurella multocida
- Streptobacillus multiforme
- Spirillum minus
- Actinomyces spp. és a Spirochaeták rendjébe tartozó mikroorganizmusok
  - (pl. Leptospira spp., Treponema spp.,  Borrelia spp. stb.)

### Anaerob kórokozók
- Peptococcus spp.
- Peptostreptococcus spp.
- Clostridium spp.
- Fusobacterium spp.

Magas koncentrációban hatékony továbbá más Gram-negatív kórokozók ellen
- Escherichia coli
- Proteus mirabilis
- Salmonella spp.
- Shigella spp.
- Enterobacter aerogenes
- Alcaligenes faecalis

A penicillináz-termelés  rezisztenciát eredményez.

## Gyógyszerkönyvi nevek
| Benzilpenicillin-benzatin       | Benzylpenicillinum benzathinum |
| Benzilpenicillin-kálium         | Benzylpenicillinum kalicum     |
| Benzilpenicillin-nátrium        | Benzylpenicillinum natricum    |
| Benzilpenicillin-prokain-hidrát | Benzylpenicillinum procainum   |

## Készítmények
- Penicillin 1.000.000 NE injekció
- Penicillin G Natrium "SANDOZ" 1.000.000 NE por injekcióhoz
- Promptcillin FORTE szuszpenziós injekció
- Retardillin 1.000.000 NE szuszpenziós injekció